# Steve Davis (cầu thủ bóng đá, sinh 1965)
Steven Peter Davis (sinh ngày 26 tháng 7 năm 1965) là một huấn luyện viên bóng đá và cựu cầu thủ bóng đá hiện đang làm việc tại Wolverhampton Wanderers với tư cách huấn luyện viên tạm quyền. Sau khi dẫn dắt hai đội bóng ở vùng Cheshire là Northwich Victoria và Nantwich Town, Davis được bổ nhiệm làm thuyền trưởng của Crewe Alexandra (từ tháng 11 năm 2011 đến tháng 1 năm 2017, tại đó ông là huấn luyện viên cầm quyền lâu thứ tư tại hệ thống bốn hạng đấu chuyên nghiệp tại Anh) sau đó huấn luyện đội bóng chơi tại National League, Leyton Orient trong bốn tháng cho đến ngày 14 tháng 11 năm 2017.
Tháng 10 năm 2022, Davis được bổ nhiệm làm huấn luyện viên tạm quyền của Wolverhampton Wanderers cùng James Collins sau khi Wolves sa thải Bruno Lage.